# زرافه (سرده)

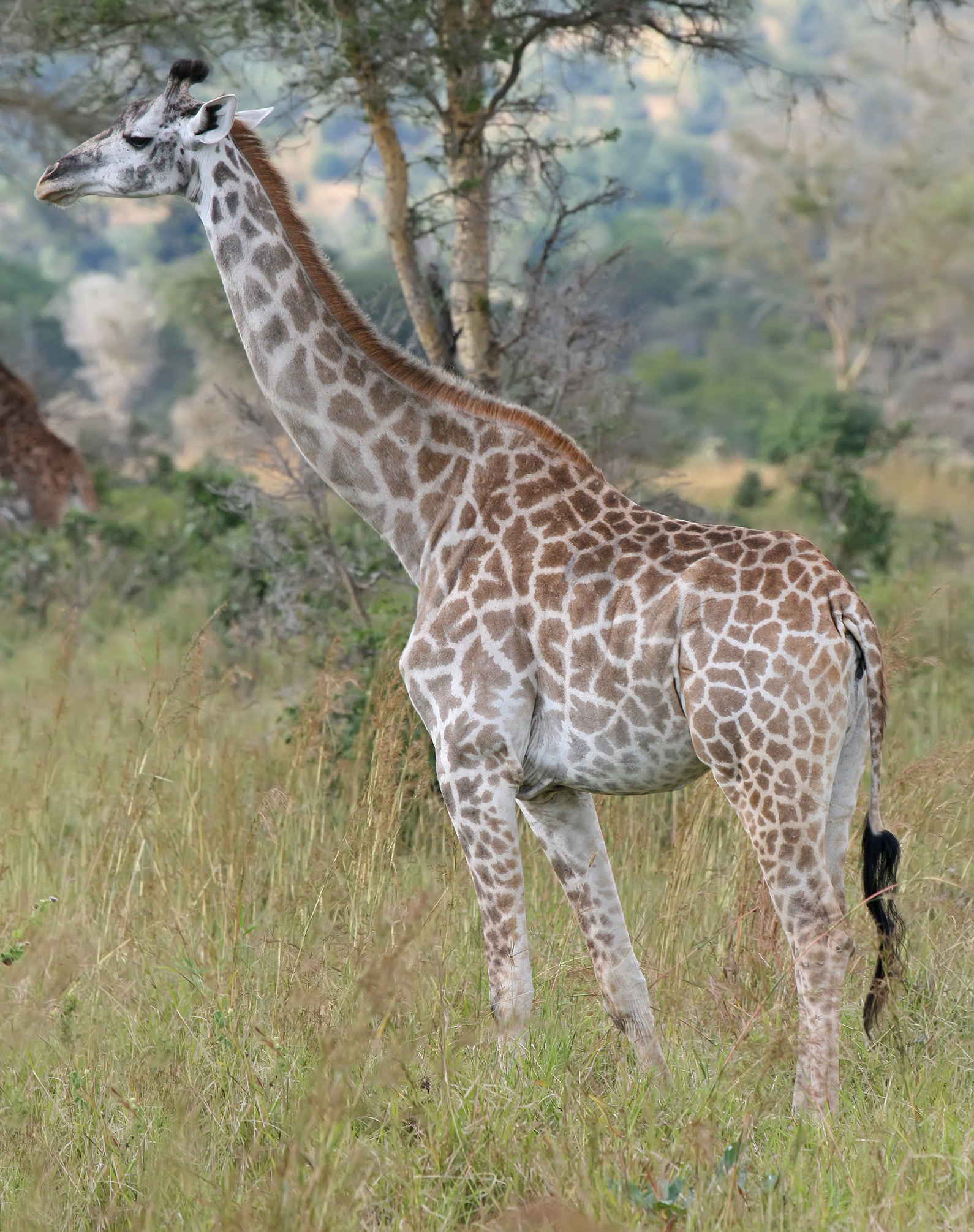
زرافه (سرده)

زرافه (سرده) (نام علمی: Giraffa) نام یک سرده از تیره زرافگان است.